# Iosactiidae
Iosactiidae é uma família de cnidários antozoários da infraordem Thenaria, subordem Nyantheae (Actiniaria).

## Géneros
- Iosactis Riemann-Zürneck, 1997